# Cayo Julio Severo
Gayo Julio Severo (en latín: Gaius Julius Severus) fue un militar y senador romano que vivió en el siglo II, y desarrolló su carrera bajo los imperios de Antonino Pío, y Marco Aurelio. Fue cónsul ordinario en el año 155 junto a Marco Junio Rufino Sabiniano.

## Orígenes y familia
Severo provenía de una familia aristocrática de Galacia, concretamente de la ciudad de Ancyra, cuyos descendientes habían recibido la ciudadanía romana y el nomen romano de Julio del emperador Augusto. Sus padres fueron Gayo Julio Severo, cónsul sufecto entre los años 138 o 140 y Claudia Aquilia. Estaba inscrito en la tribu Fabia.

## Carrera política
La carrera de Severo se puede reconstruir de la siguiente manera a partir de una inscripción en griego que se encuentra en Ancyra. Su primer puesto conocido fue el de decmvir stlitibus iudicandis dentro del vigintivirato. Luego se le otorgó el honor de dirigir una Turma como sevir equitum Romanorum durante el desfile de los caballeros romanos. Luego fue tribuno militar de la Legio IV Scythica, estacionada en la provincia de Siria, probablemente en Cirro en ese momento.
Luego, Severo se convirtió en cuestor y tribuno de la plebe, ambos cargos como candidato del emperador. Mientras estuvo en Roma, fue aceptado en el colegio sacerdotal de los quindecimviri sacris faciundis. Alrededor de 143, se convirtió en pretor urbano. Luego de esto, Severo fue nombrado legado de la Legio XXX Ulpia Victrix, estacionada en Castra Vetera en la provincia de Germania inferior, presumiblemente desde 145 a 149; mientras que su padre era gobernador en Germania inferior al mismo tiempo.
Después de su regreso, Severo fue, alrededor de los años 153/154 (o alrededor de 150/155) curator de la Vía Appia.  El acta arvalis del 3 de enero de 155 y un diploma militar, que está fechado el 10 de marzo de 155, muestra que fue cónsul ordinario con Marco Junio Rufino Sabiniano en el año 155. Luego de su consulado, se convirtió en gobernador de la provincia de Siria; prestó servicio allí probablemente entre los años 156/157 hasta 158/159.
Basado en una inscripción, se asume que Severo participó en la campaña parta de Lucio Vero. Si es así, probablemente fue gobernador de la provincia de Capadocia desde los años 163/164 hasta 165/166.